# Saint Joseph County, Michigan
Saint Joseph County är ett administrativt område i delstaten Michigan, USA, med 61 295 invånare. Den administrativa huvudorten (county seat) är Centreville.

## Geografi
Enligt United States Census Bureau har countyt en total area på 1 349 km². 1 305 km² av den arean är land och 44 km² är vatten.

### Angränsande countyn
- Kalamazoo County - norr
- Branch County - öst
- Cass County - väst
- LaGrange County, Indiana - söder
- Elkhart County, Indiana - sydväst

### Orter
- Burr Oak
- Centreville (huvudort)
- Colon
- Constantine
- Mendon
- Sturgis
- Three Rivers
- White Pigeon